# Casa del Barón de la Pobla
la Casa del Barón de la Pobla, también conocida como la casa o palacio de la Marquesa, es el único ejemplo de casa solariega del siglo XVIII que pervive en la ciudad española de Castellón de la Plana. 
El edificio sigue cumpliendo su función original de vivienda y sigue siendo propiedad de la familia que la mandó construir, los Vallés, barones de la Pobla Tornesa, marqueses de San Joaquín y Pastor y condes de Albalat dels Sorells. Está ubicada en el n.º 11 de la plaza Cardona Vives.
El edificio fue declarado en 1998 Bien de relevancia local de forma genérica de acuerdo con la ley del Patrimonio cultural valenciano de la Generalidad Valenciana, mientras que el escudo de armas situado como elemento decorativo de la fachada principal fue declarado ese mismo año como Bien de interés cultural de forma genérica en virtud del Decreto 571/1963 reconocida en la ley del Patrimonio histórico español.

## Historia

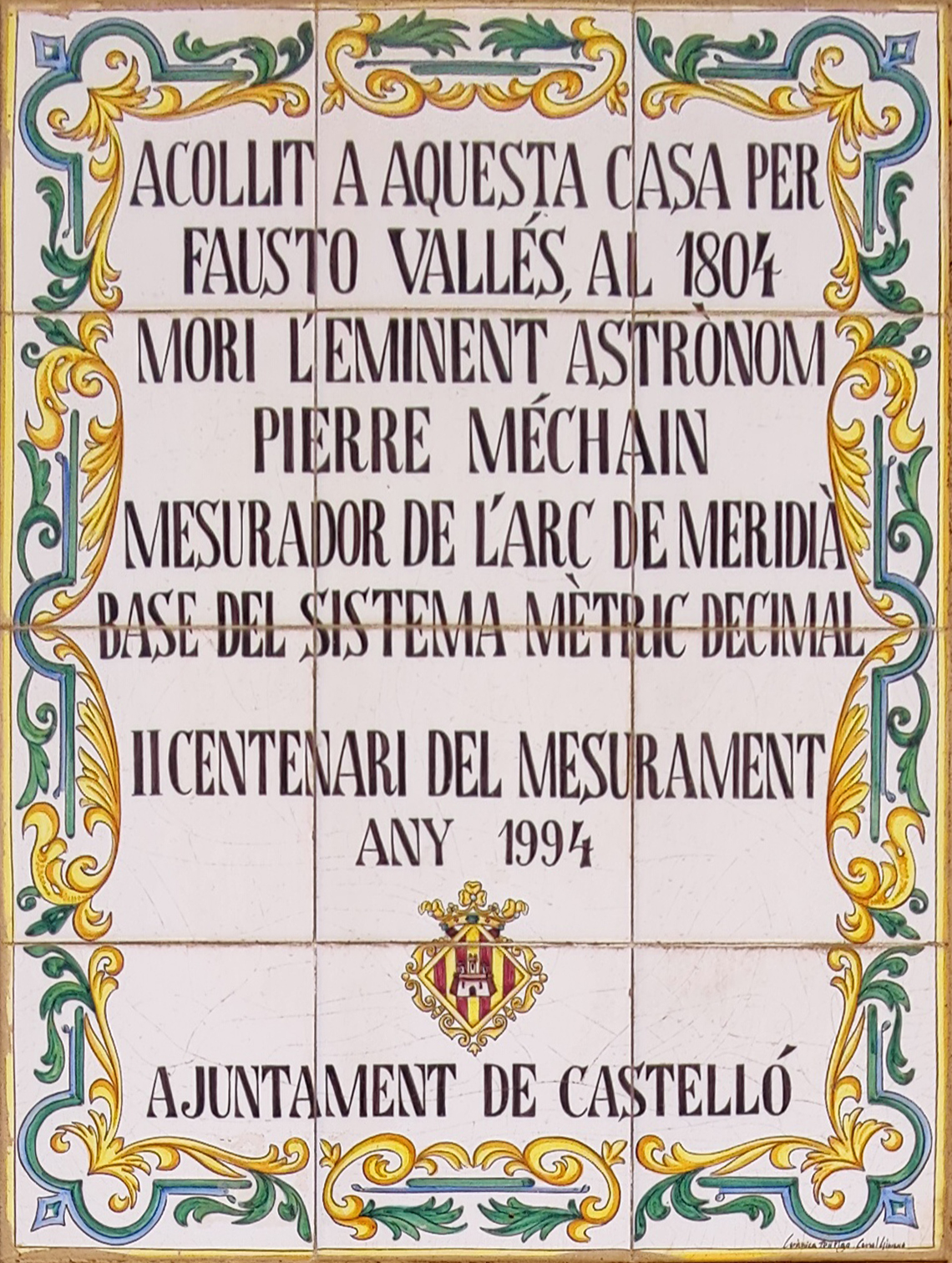
Placa conmmemorativa del fallecimiento de Pierre Méchain

La casa fue construida por la familia de los Vallés, herederos de otros apellidos ilustres como los Casalduch y los Funes y Muñoz, en el primer tercio del siglo XVIII en la entonces calle del Agua de la entonces villa de Castellón, presumiblemente enfrente de su casa original.
Sin embargo es posible que la construcción actual no fuese de nueva creación si no que presumiblemente corresponde a una ampliación o reforma de edificaciones anteriores dado que en su fachada busca una simetría que no consigue entre huecos y volúmenes. Sin embargo sí se corresponde con las transformaciones barrocas que el típico palacete noble del Reino de Valencia sufrió en este siglo según Vicente Traver Tomás, es decir tiene una gran portada adintelada con jambas anchas; posee un semisótano, entresuelo, los salones principales se ubican en la primera planta orientados a la calle, su escalera es imperial y hacia el jardín interior presenta una galería corrida.
En 1803 el VIII barón de la Pobla Fausto Vallés acogió en su casa al astrónomo francés Pierre Méchain, que había acudido a Castellón con motivo de sus trabajos para medir la longitud del meridiano de Greenwich, que en esa época ya se conociía que se cruzaba con el paralelo 40° norte en un lugar indeterminado del municipio. En sus correrías por los alrededores de la zona Méchain contrajo paludismo, falleciendo en esta casa el 20 de septiembre de 1804, siendo enterrado en el cementerio del Calvario, lugar que ahora ocupa el parque Ribalta. En el laboratorio de Vallés Méchain lograría definir el valor del metro. Tiempo después sería el lugar donde se hospedó el rey Alfonso XII en su única visita oficial a la ciudad.
Tras la guerra civil el edificio fue destinado a sede de la Cruz Roja, y según Traver en 1958 acogía las oficinas del Servicio agronómico.
El edificio ha sufrido diversas intervenciones, produciéndose la última de ellas en 1970, pero ha sobrevivido como la única casa señorial, en cualquier estilo arquitectónico, en pie de la ciudad.

## Arquitectura

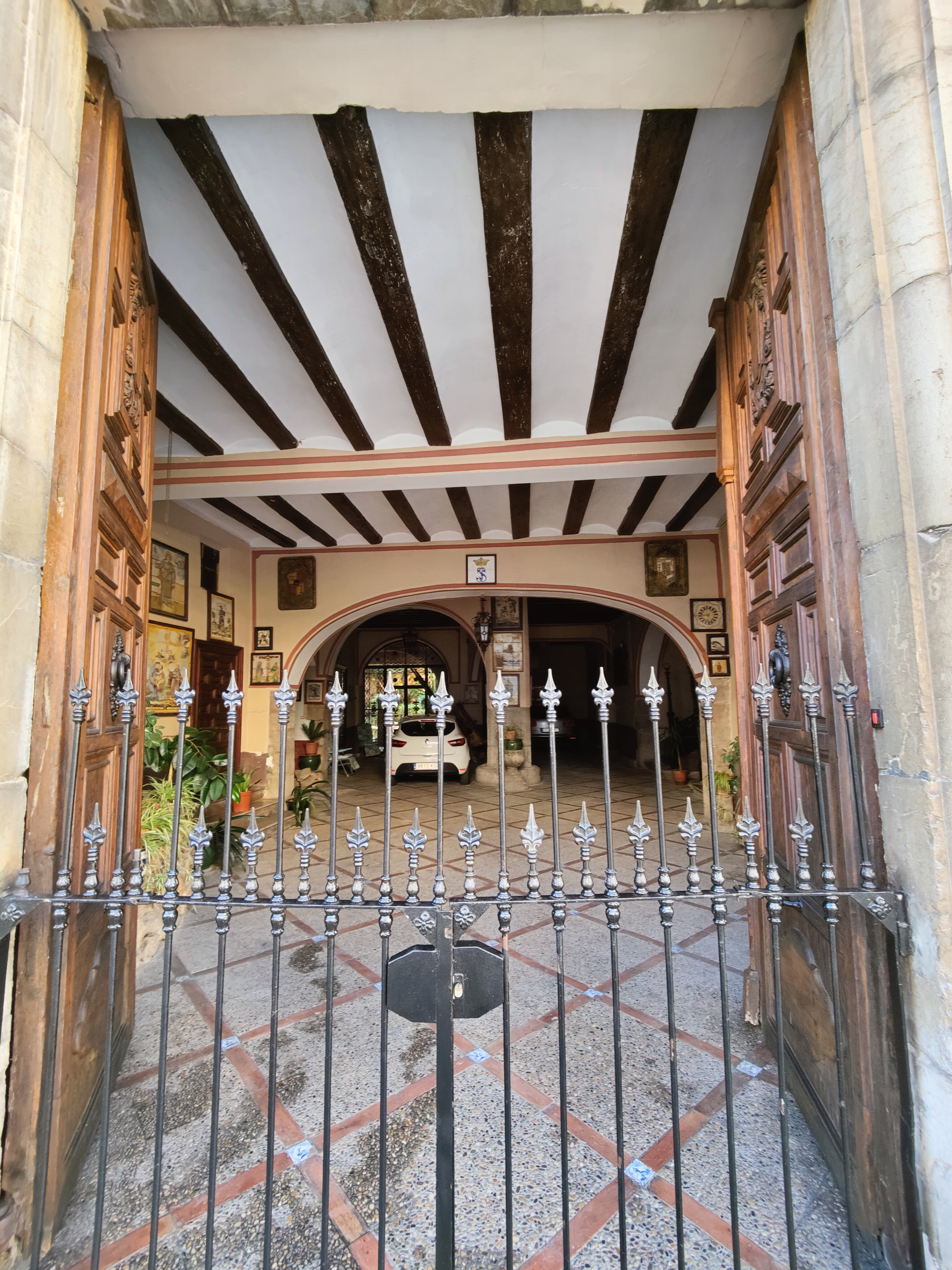
Vista del zaguán desde la calle

El edificio se desarrolla en planta baja, planta principal y cambra bajo la cubierta. La fachada principal es sencilla. La portada es adintelada con jambas planas y anchas decoradas con reminiscencias barrocas y rematada por un escudo en el centro del dintel, además se conservan las puertas de madera labrada. Debido a la ubicación de la puerta, en planta baja solo se abren tres ventanas cerradas por rejas, pero se pueden ver los huecos pertenecientes al semisótano en el lado izquierdo de la fachada. Una fina moldura horizontal separa la planta baja de la principal. En esta altura, hay cinco huecos adintelados que abren a pequeños balcones apoyados en ménsulas y protegidos por barandillas de hierro forjado. En el piso de la cambra se abren cuatro huecos más pequeños, de los que los situados en los laterales llevan un pequeño balcón. El edificio se remata en su cuerpo central con un pequeño alero mientras que en los laterales, la fachada se prolonga para formar sendos cuerpos elevados a modo de torreones.
Hacia la calle Josep Jordi Breva la planta baja abre unos huecos protegidos por rejas. La misma moldura de la fachada principal gira y para seguir dando paso a la planta principal en esta fachada, en la que se sitúan cuatro huecos mientras que los dos que debían corresponder al torreón están cegados. En la planta superior otros cuatro huecos se abren bajo el alero mientras que en el torreón se abre un quinto y se remarca un sexto hueco que se ha dejado ciego.
Tras entrar por la puerta principal se accede al amplio zaguán, único elemento que se puede ver a diario desde la calle junto al jardín que se vislumbra en el interior. En sus muros cuelga una importante colección de paneles de cerámica de los siglos XVIII y XIX de estilos barroco y rococó representando imágenes religiosas y profanas, mientras que el suelo es baldosas de guijarro limitadas por otras de color rojo rectangulares y en sus encuentros aparecen baldosas cuadradas de color azulado mientras que en el techo se puede observar la viguería de madera. Desde aquí se accede a la escalera imperial con baranda de hierro forjado en cuyo arranque hay dos columnas de fundición con sendos globos de cristal para iluminar el espacio, las contrahuellas y el arrimadero de la escalera escalera, están decorados con azulejos de estilo neoclásico con formas vegetales fabricados entre 1850 y 1860 cuyo dibujo representa un tallo fino horizontal del que surgen hojas azules y acantos morados. Desde ellas se pasa al vestíbulo, un espacio que da acceso a las demás estancias de la planta principal, dejando a mano izquierda las principales que recaen a la fachada y a mano derecha las privadas y de servicio que recaen al jardín; esta estancia se decora en su pavimento con una combinación de diversos azulejos fabricados en Onda del mismo estilo que los de la escalera, mientras que de sus paredes cuelgan diversas tallas de madera representando los escudos de armas de las diferentes ramas de la familia.
Los salones principales se conocen según el color predominante en su decoración. El primero es el azul, donde predomina este color en el suelo de características iguales a los anteriores, paredes y techos. Le sigue el salón dorado, al que se accede por una gran puerta de doble hoja de madera labrada profusamente decorada, en cuya parte superior aparece una lechuza o un búho que se asocia con la familia Casalduch. El suelo está constituido por baldosas de cerámica blanca y azul formando triángulos, mientras que el techo es de escayola imitando madera y en su centro se encuentra pintada una escena. El mobiliario es de color dorado y destacan espejos, cornucopias, dos tapices flamencos del siglo XVII y un par de bargueños de influencia italiana con incrustaciones de carey, así como diversos retratos familiares. Existe también un salón rosa y otro verde que sirve para dar paso a la zona privada cuyo pavimento es de baldosa hidráulica de principios del siglo XX.
Igualmente orientado hacia la calle se encuentra el dormitorio principal, cuyo suelo está cubierto por una alfombra cerámica de 7,40 × 6,20 m fabricada en Alcora donde predomina el azul y el verde, compuesta por una amplia cenefa ornamentada con zarcillos de acantos sinuosos, que devienen en volutas, ánforas con flores o aves; mientras que en el centro se encuentra una escena figurada aislada representando un paisaje campestre policromo enmarcado por una profusa orla neoclásica; todo ello con una factura del dibujo tosca y sin soltura. Hacia el jardín se encuentra el comedor al que también se accede por una gran puerta de gusto barroco y que cuenta con una chimenea donde se han recolocado azulejos de mediados del siglo XIX, el suelo también es de cerámica de estilo «sembradillo» de la primera mitad del siglo XX con combinación de olambrillas decoradas con baldosas rectangulares monocromas enmarcadas por una cenefa y doble cinta azul con motivos alusivos a la gastronomía. También se conserva el antiguo dormitorio de la marquesa, dejado con el mismo mobiliario y distribución de cuando pernoctó en él el rey, destaca también su pavimento, una combinación alterna de azulejos monocromos marrones con azulejos de flor suelta azules.
Finalmente en el jardín destacan los helechos y una buganvilla dispuesta para dar sombra a la zona de terraza.

## Escudo de armas

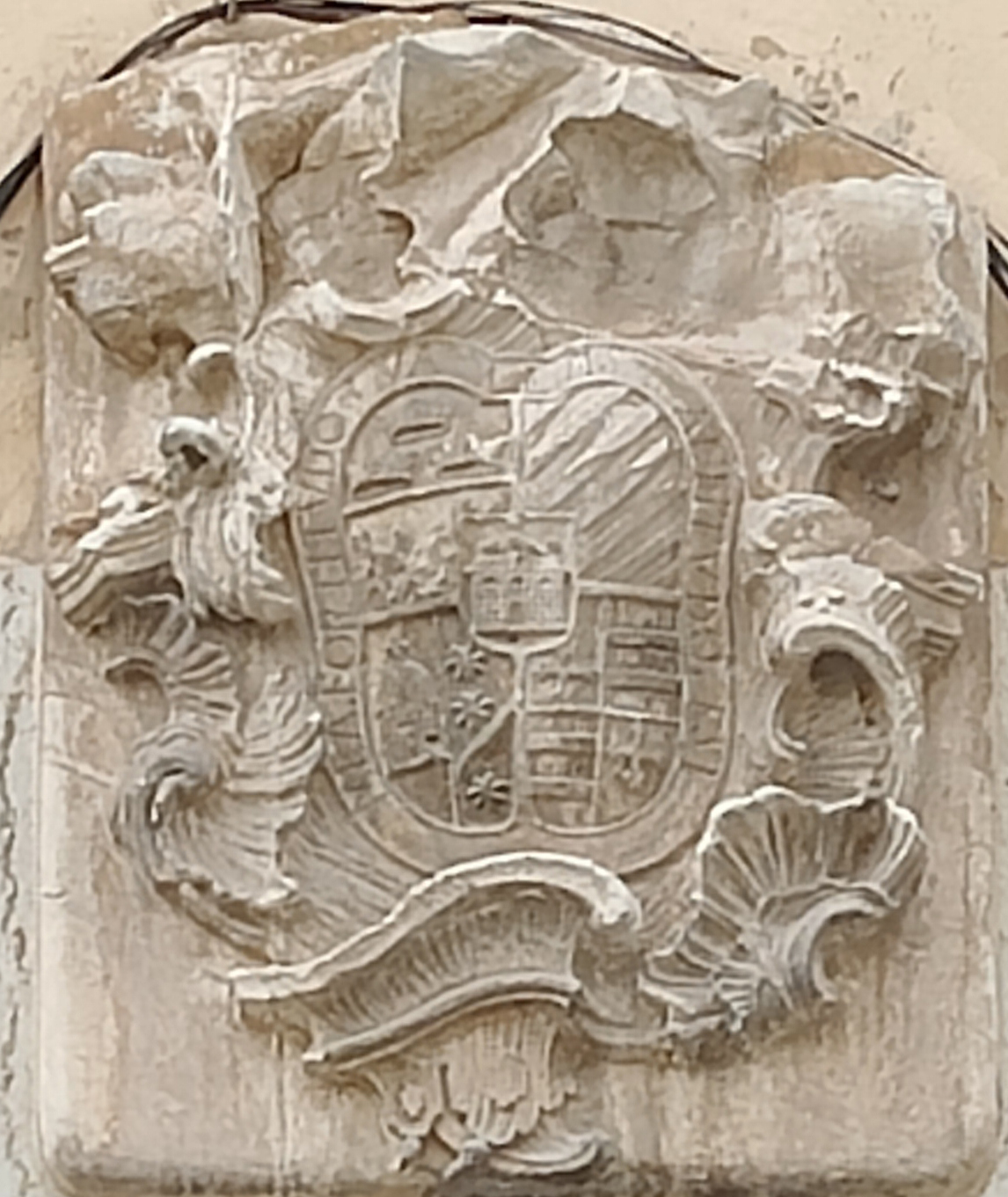
Escudo de armas

Sobre el dintel de la portada principal se ubica el escudo de armas familiar, todavía en su posición original. Creado en estilo Luis XV, durante la guerra civil se destruyó su remate. De forma ovalada presenta un cuartelado combinando las armas de Manuel Vallés y Pallarés y de su esposa Isabel Ferrer y Funes Muñoz de Casalduch, así el primer cuartel lo ocupan las armas de los Vallés, el segundo las de los Ferrer, el tecero las de los Pallarés y el cuarto las de los Funes, y sobre un escusón las armas de los Casalduch. Todo ello rodeado por uan bordura con una versión del lema familiar de los Vallés, «MEA•FOR•TITVDO•VALLIS•AL•TITVDO•EST», cuya divisa realmente era «Vallis Altitudo est mea Fortitudo», «‘La altura del valle es mi fuerza’». Por timbre portaba una corona.
La piedra en la que se realizó presenta un buen estado de conservación, aunque han aparecido hongos y humedades. No conserva su cromatismo.